# Фірлюк білохвостий
Фірлюк білохвостий (Mirafra albicauda) — вид горобцеподібних птахів родини жайворонкових (Alaudidae). Мешкає в Африці.

## Опис
Довжина птаха становить 13-14 см, з яких від 3,3 до 5 см припадає на хвіст. Довжина дзьоба становить 1,2-1,3 см. Виду не притаманний статевий диморфізм.
Верхня частина тіла пістрява, чорно-сіро-коричнева. Горло біле, решта нижньої частини тіла охриста. Воло і груди поцятковані коричневими плямками. Крила і хвіст коричневі, крайні стернові пера на хвості білі. Дзьоб зверху темний, знизу світліший. Лапи буруваті, очі карі.

## Поширення і екологія
Основний ареал білохвостих фірлюків знаходиться в районі Кенії, Танзанії і Уганди, охоплює також деякі райони ДР Конго. Окремі популяції білохвостих фірлюків мешкають також в Судані, Південному Судані, Ефіопії та Чаді. Вони живуть в заплавних луках навколо озер Чад, Вікторія та інших.

## Поведінка
Білохвості фірлюки харчуються насінням і комахами, та зеленими частинами рослин. Як і більшість жайворонків, розміщують гніздо на землі. В кладці два сірих яйця, поцяткованих темно-коричневими плямками.